# Grammothele africanus
Grammothele africanus är en svampart som beskrevs av Ipulet & Ryvarden 2005. Grammothele africanus ingår i släktet Grammothele och familjen Polyporaceae.   Inga underarter finns listade i Catalogue of Life.